# Idreno
Idreno  è un nome proprio di persona italiano maschile.

## Varianti
- Femminili: Idrena

## Origine e diffusione

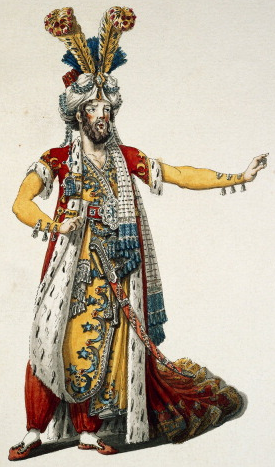
Illustrazione di un costume di scena per il ruolo di Idreno nell'Armida di Haydn

Nome di origine ignota, attestato storicamente in un testamento raccolto nell'antico cartulario della cattedrale di San Vincenzo di Mâcon, composto in epoca medievale.
È presente in diverse opere liriche e letterarie: nella Nerina di Pollarolo (1728, dove è un pastore), nel Sismano nel Mogol di Paisiello (1773, un principe persiano), nell'Armida di Haydn (1783, il re dei Saraceni) e nella Semiramide di Rossini (1823, il mitico re dell'Indo). Si ritrova anche al femminile, ad esempio ne Il Costantino, un'opera del napoletano Domenico Andrea De Milo (1725) e nel Tigrane di Paganelli (1733).
Attorno al 1980 il nome contava una sporadica diffusione nelle zone di campagna dell'Umbria.

## Onomastico
È un nome adespota, ossia privo di santo patrono; l'onomastico si può festeggiare il 1º novembre, in occasione di Ognissanti.

## Persone
- Idreno Utimperghe, sindacalista, attivista, militare e giornalista italiano